# Hoogduitse Schouwburg

Hoogduitse Schouwburg

De Hoogduitse Schouwburg, ook wel Deutsches Theater genoemd, was een theatergebouw in Amsterdam. De voorstellingen in dit theater, een van de eerste van de stad, fungeerden als een katalysator van het Nederlandse theaterleven.
De Hoogduitse Schouwburg werd gebouwd aan de Amstelstraat nr. 21 voor de Hoogduitsche Tooneelsociëteit. Het theater opende in januari 1791. De eerste voorstelling was van August von Kotzebue's Das Kind der Liebe.
Jacob Hartog Dessauer, oprichter van het toneelgezelschap Hochdeutschen Jüdischen Gesellschaft, kreeg in 1795 toestemming om tweewekelijks met zijn toneelgroep in de schouwburg op te treden. Het gezelschap bleef optreden in de schouwburg tot 1807, toen de groep het land introk.
Behalve toneelstukken werden in het theater ook muzikale werken (Singspiele) ten gehore gebracht. Een bekende zangeres die aan die uitvoeringen deelnam was Aloysia Lange-Weber, de schoonzuster (en eerste geliefde) van Mozart. Zij trad in 1798 toe tot het gezelschap. Als Madame Louise Lange zong zij er regelmatig, met een onderbreking, tot 1802, en later incidenteel als gast. De Hoogduitse Schouwburg was een van de eerste buitenlandse theaters geweest waar Mozart's opera's Die Entführung aus dem Serail (in 1789) en Don Giovanni (in 1794) werden opgevoerd. Dit kan de reden zijn geweest voor haar om voor dit theater te kiezen.
In 1852 nam Abraham van Lier het theater over en noemde het Grand Théâtre des Variétés. Het gebouw raakte in de 20e eeuw in onbruik. Tijdens de Hongerwinter (1944-1945) werd het gebruikt door inwoners van de stad als een bron van brandhout. In 1946 werd de ruïne gesloopt.